# صنوبر كوبي
الصنوبر الكوبي نوع نباتي شجري من ضرب الصنوبر الحقيقي يتبع الفصيلة الصنوبرية. ينتشر في المرتفعات الشرقية لجزيرة كوبا.